# Болдырев, Вил Константинович
Вил Константи́нович Бо́лдырев (12 сентября 1924 — 2003) — советский дипломат. Чрезвычайный и полномочный посол.

## Биография
Член ВКП(б). Участник Великой Отечественной войны. Окончил Высшую дипломатическую школу МИД СССР (1964).
- В 1956—1960 года — сотрудник посольства СССР в Иране.
- В 1960—1962 года — сотрудник центрального аппарата МИД СССР.
- В 1962—1964 года — слушатель ВДШ МИД СССР.
- В 1964—1967 года — сотрудник посольства СССР в Алжире.
- В 1967—1968 года — сотрудник центрального аппарата МИД СССР.
- В 1968 году — советник посольства СССР в Индии.
- В 1969—1975 года — советник-посланник посольства СССР в Индии, временный поверенный в делах СССР в Индии[2].
- В 1975—1978 года — на ответственной работе в центральном аппарате МИД СССР.
- В 1978—1982 года — заведующий Отделом стран Среднего Востока МИД СССР[2].
- С 2 июня 1982 по 23 сентября 1987 года — чрезвычайный и полномочный посол СССР в Иране. Верительные грамоты вручены 10 августа 1982 года[2][3].

Умер в 2003 году, похоронен в Москве на Новодевичьем кладбище.